# Храмовий печерний комплекс «Преображенські катакомби»
Храмовий печерний комплекс «Преображенські катакомби» — комплекс XVII ст. у штучних печерах, що розташовані поблизу сіл Преображенне і Наугольне Сватівського району Луганської області. 

## Історичний огляд
Заселення східноукраїнських земель розпочалося з 1600-х роках, коли була небезпека татарських наскоків. Перші поселенці змушені були постійно вести боротьбу проти нападників і зводити фортифікаційні спорудження. Так, сусіднє з Преображенним село Нижня Дуванка було обнесено високим валом із сторожовою баштою. Дозорні пункти знаходилися на курганах, що оточували Закам’янку (нині Новопсков). З них вартові повідомляли про загрозу і жителі завчасно ховалися від татар у глибоких печерах.
У XVII ст. між селами Преображенним і Наугольним неподалік річки Кобилки в урочищі Аксеньєвому на вершині схилу балки Татарської у шарі верхньокрейдяних відкладень розпочалося спорудження цілого печерного комплексу, що як і у Закам’янці мав служити захистком від нападу ворогів. 
У XIX ст. у печерах продовжувалися відправлення богослужінь. Про це свідчать залишені паломниками зображення на стінах святого з німбом, восьмикутних хрестів і надписи: «Благослови», «1827» тощо. 
У 1960-х рр. місцеві жителі у печерах знайшли крейдяний знак округлої форми, на якому було написано: «Святий Григорій і з ним 27 чоловік. 1894 рік». Переказ про нього зберігся у народній пам’яті. Розповідають, що Григорій, який був похилого віку, зібрав віруючих для будівництва печерного храму. Працювали уночі. Коли печери були розчищені, старець пройшовся коридорами, важко зітхаючи. Потім довго молився. Після чого вклонився і, нікому не кажучи ані слова, зник невідомо куди. Ніби щось шукав у тих печерах і, не знайшовши, розчаровано покинув цей край.

## Опис

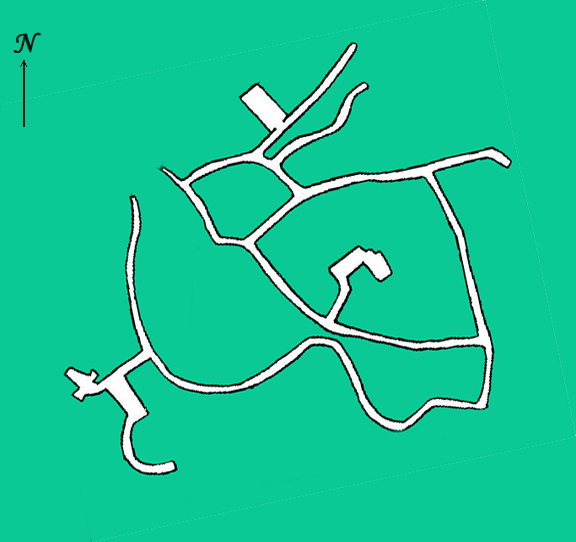
Схема Преображенських катакомб

Преображенські катакомби складаються з мережі галерей, тупиків і приміщень, в яких люди, імовірно, рятувалися від татарських набігів. 
Вхід в печеру іде через вузький тунель діаметром 0,7 м і довжиною близько 10 м з нахилом 30°. Загальна довжина ходів сягає близько 230 м. Середня висота — 2 м (мінімальна — 0,8, максимальна — 4,3 м). Середня ширина галерей — приблизно 0,7-0,8 м. Склепіння ходів і кімнат виконані у вигляді циркульної арки. Загальний розмір приміщень — приблизно 580 м³.
Одне з катакомбних приміщень має Т-подібну форму й утворено з трьох орієнтованих по сторонам світу великих частин. На стінах вирубані напівкруглі ніші, імовірно, для ікон. Подібні заглибини можна спостерігати і на стінах галерей. Це приміщення призначалося для богослужбових цілей. Така церква — найдавніша у краї. Не виключена можливість того, що катакомби могли бути печерним монастирем на кшталт Святогірської пустині, що на Донеччині. Після завоювання Криму й підкорення татар необхідність у катакомбній фортеці відпала. 

## Сучасний стан
Преображенські катакомби — унікальний печерний комплекс, який, однак, до сих пір не взятий на облік історичних пам’яток. Печерами, окрім кількох ентузіастів, зокрема, археолога В. С. Вєтрова, ніхто серйозно не займається. Проте, якщо своєчасно не провести відповідні охоронні заходи, то край може втратити безцінну пам’ятку історії й архітектури.
У 1990-х роках частина печер була завалена. У 2010-2011 роках Преображенськими катакомбами зацікавилась громадськість області.